# カミーユ・エルランジェ
カミーユ・エルランジェ（Camille Erlanger, 1863年5月25日 - 1919年4月24日）は、フランスのオペラ作曲家。

## 生涯
エルランジェはパリに生まれた。父はジョゼフ・エルランジェ（Joseph Erlanger）であった。パリ音楽院でレオ・ドリーブとエミール・デュランに師事した彼は、1888年に『Velléda』でローマ大賞を受賞した。同年にはギュスターヴ・フローベールによるローマの聖人、『聖ジュリアン伝』に基づき3幕7場の作品を書き上げた。これによって彼は瞬く間に成功を収めた。1894年には交響組曲『La Chasse fantastique』を作曲、また1900年にオペラ＝コミック座で初演された『Le Juif Polonais』は、エルランジェの最も有名なオペラである。
エルランジェは1902年7月10日にパリでカモンド家出身のIrène Hillel-Manoach（1878年 - 1920年）と結婚、後に歴史家となる息子のフィリップ・エルランジェを授かった。しかし、2人は1912年3月6日に離婚している。
エルランジェはパリに没し、ペール・ラシェーズ墓地に埋葬された。

## 主要作品
- Velléda （1888年）、抒情的情景、1889年 コンセール・コロンヌ
- La légende de Saint-Julien l'Hospitalier（1888年）、légende dramatique 3幕7場、ギュスターヴ・フローベールの小説に基づく
- Kermaria ドラマ・リリック 3幕　Pierre-Barthélemy Gheusiのリブレット、1897年2月8日 オペラ＝コミック座
- Faublas Pierre-Barthélemy Gheusiのリブレット（1897年）
- Le Juif polonais エルクマン＝シャトリアン（英語版）の小節に基づく、1900年4月11日 オペラコミック座
- Le fils de l'étoile 音楽劇 5幕、カチュール・マンデスのリブレット、1904年4月20日 ガルニエ宮
- La glu ドラマ・リリック、ジャン・リシュパン（英語版）の小説に基づく
- Aphrodite 音楽劇 5幕7場、ピエール・ルイスの小説によりルイ・ド・グラモン（Louis de Gramont）が構成、1906年3月23日（または27日） オペラ＝コミック座
- Bacchus triomphant、1909年9月11日 ボルドー
- L'aube rouge、1911年12月29日 ルーアン
- Hannele Mattern （1911年）、rêve lyrique 5幕、ゲアハルト・ハウプトマンの演劇『ハンネレの昇天』に基づく、ジャン・トレル（Jean Thorel）とルイ＝フェルディナン・ド・グラモン（Louis-Ferdinand de Gramont）、1950年1月28日 ストラスブール（Opéra du Rhin）
- La sorcière、1912年12月18日 パリ
- Le barbier de Deauville、1917年
- Forfaiture、1921年 パリ